# Kamienica Malarnia w Krakowie
Kamienica Malarnia, Kamienica Zerwikaptur (znana również jako pałac Wacława Sierakowskiego) – zabytkowa kamienica na krakowskim Starym Mieście, zamykająca od strony południowej plac św. Marii Magdaleny.

## Historia kamienicy
Pierwsze ślady zabudowy pochodzą z XIV wieku. Właścicielem ówczesnego drewnianego budynku miała być Katarzyna zwana Cienkatką. Po jej śmierci budynek często zmieniał właścicieli aż do 1402 roku, kiedy to zakupił go altarysta katedralny Nowko i jako fundację przekazał go Kapitule katedralnej. W latach 1411–1432 kanonik Tomasz de Dyako wybudował w tym miejscu nowy drewniany budynek. W 1520 został on zburzony, a na jego miejsce wzniesiono murowaną kamienicę dla kanonika Mikołaja Wieniawy.
W XVI wieku za sprawą fundacji biskupa Jana Konarskiego kamienicę przebudowano na dwukondygnacyjny pałac miejski w stylu renesansowym. Pracami kierował nadworny architekt królewski Bartolommeo Berrecci. Wprowadzono na podwórzu arkadowe krużganki. Właścicielem kamienicy był wówczas kanonik Mikołaj Bedlewski herbu Zerwikaptur, od którego kamienica prawdopodobnie zyskała swoje pierwsze miano.
Podczas najazdu szwedzkiego budynek uległ zniszczeniu, a jego odbudową zajął się w 1664 roku ks. Stanisław Wojeński. W 1667 w kamienicy gościł król Jan Kazimierz, a w 1676 król Jan III Sobieski. W latach 1721–1723 budynek został gruntownie przebudowany przez wynajmującego go architekta Kaspra Bażankę. Ostatnim właścicielem z ramienia kapituły pod koniec XVIII wieku był Wacław Sierakowski. Za jego sprawą pałac wyremontowano i ozdobiono. W XVIII wieku budynek zajmował całą długość ściany placu św. Marii Magdaleny, na jego dwóch ściętych narożnikach ustawiono obeliski i rzeźbione popiersia: w narożniku od ul. Kanoniczej popiersie św. Jacka, a od strony ul. Grodzkiej, bł. Bronisławy. Na obie boczne ulice wychodziły rzeźbione atlantami portale, nad którymi znajdowały się herb kapituły i herb Ogończyka ks. Sierakowskiego. Portale były ze sobą połączone sienią przechodząca przez całą szerokość pałacu. W drugiej połowie XIX wieku portal od strony ul. Kanoniczej (bez górnego zwieńczenia) został przeniesiony na podwórze wraz z niektórymi fragmentami dekoracyjnymi oraz z tablicą marmurową z 1648 roku upamiętniającą odbudowę pałacu po zniszczeniach w czasie najazdów szwedzkich. W 1787 w budynku odbyły się dwa koncerty operowe Wacława Sierakowskiego na cześć króla Stanisława Augusta Poniatowskiego.
Na początku XIX wieku, w okresie istnienia Wolnego Miasta Kraków, w kamienicy mieścił się Wydział Sztuk Pięknych Uniwersytetu Jagiellońskiego, od którego kamienica otrzymała swoje drugie miano. W 1846 została przejęta przez wojsko austriackie i umieszczono w niej Komendę Garnizonową Miasta Krakowa. Kolejne przebudowy miały miejsce w latach 1884–1885; dobudowano wówczas trzecią kondygnację, niszcząc w znacznym stopniu barokowy detal architektoniczny oraz portale, oraz w 1913 roku, w którym dodano czwartą kondygnację.
Po II wojnie światowej gmach odrestaurowano przywracając m.in. portale z atlantami. W 1986 roku budynek ponownie poddano remontowi: obniżono go o jedną kondygnację i pokryto mansardowym dachem. Obecnie jest on siedzibą Wojewódzkiego Funduszu Ochrony Środowiska i Gospodarki Wodnej w Krakowie oraz Instytutu Cervantesa.
4 maja 1967 kamienica została wpisana do rejestru zabytków. Znajduje się także w gminnej ewidencji zabytków.